# アジ・ダハーカ

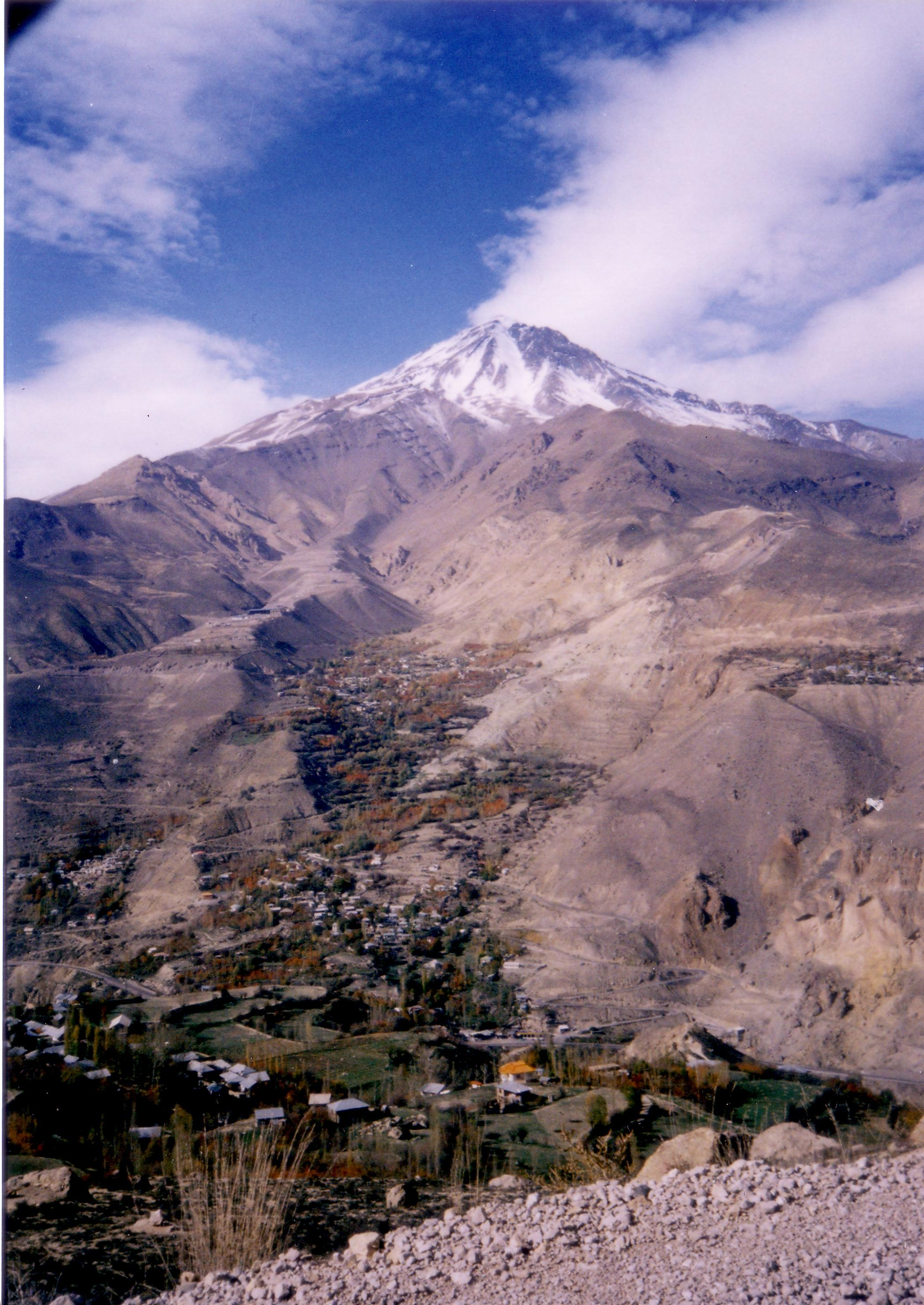
ダマーヴァンド山

アジ・ダハーカ (Aži Dahāka) はゾロアスター教に登場する怪物である。アヴェスター語ではアジ・ダハー (Aži Dahā) と呼ばれ、中世ペルシア語形ではアジ・ダハーグ、現代ペルシア語形ではアズダハー。

## 概要
名前について、アジは「蛇」という意味だが、ダハーカの意味はよくわかっていない。インド神話の敵対的種族ダーサと同語源であるという説、「人」という意味で「人-蛇」を意味するという説などがある。文献的には『アヴェスター』（紀元前12世紀 - 紀元前6世紀ごろ?）が最古のものだが、図像表現に限るならば紀元前2100年 - 紀元前1800年のバクトリアにさかのぼる。
比較神話学的には、アジ・ダハーカはインドの蛇の怪物ヴリトラに対応すると考えられている。ヴリトラの別名であるサンスクリット語のアヒ (ahi) も、アヴェスター語のアジ (aži) と同じく蛇を意味して言語学的に対応する。
現代では、「アジ・ダハーカ」はペルシア語で「ドラゴン」の意味で使われている。

## 伝承
アジ・ダハーカは、ゾロアスター教以前の古代ペルシア神話からすでに登場している。『アヴェスター』は3頭3口6目の容姿だと描写しているが、頭はそれぞれが苦痛、苦悩、死を表しているとも言われている。その翼は広げると天を隠すほどに巨大である。蛇とドラゴンの両方のイメージを備えた「有翼の龍蛇」だとみなされていた。
バビロン（古代メソポタミア地方）にあるとされているクリンタ城 (Kuirinta) に棲む暴君
。悪神アンラ・マンユに創造され、その配下であり、あらゆる悪の根源を成すものとして恐れられた。
神話においては、千の魔法などを駆使して敵対する勢力を苦しめ、アフラ・マズダー配下の火の神アータルなどとも激しく戦った。讃歌『ザムヤード・ヤシュト』においては、アジ・ダハーカはアータルと光輪（クワルナフ）を奪い合った。アジ・ダハーカは光輪を奪い取るべく罵詈雑言を吐きながらアータルに迫ったが、アータルから「自分がアジ・ダハーカの体の中に入って口の中で燃え上がり、アジ・ダハーカが地上に来られないように、決して世界を破壊できないようにする」と言われると、萎縮して退いたという。
その後、アジ・ダハーカは英雄スラエータオナによって討伐された。戦いにおいては、アジ・ダハーカの体に剣を刺してもそこから爬虫類などの邪悪な生き物が這い出すため、スラエータオナはアジ・ダハーカを殺すことができなかった。そのため最終手段としてダマーヴァンド山の地下深くに幽閉したといわれている。そして、終末の時に解き放たれて人や動物の3分の1を貪ることも、最終的には神話的英雄であるクルサースパに殺されることも、すでに決まっているとされている。

## 『シャー・ナーメ』
時代が下ると、アジ・ダハーカの姿は竜から人間に変わっていく。そして、イスラム教化後のイランでは、フェルドウスィーの『シャー・ナーメ』に、両肩から蛇を生やした悪王ザッハークという名前で登場し、フェリドゥーン（ゾロアスター教におけるスラエータオナのこと）に退治される。